# Pomponne
Pomponne là một xã trong vùng hành chính Île-de-France, thuộc tỉnh Seine-et-Marne, quận Torcy, tổng Lagny-sur-Marne. Tọa độ địa lý của xã là 48° 53' vĩ độ bắc, 02° 41' kinh độ đông. Pomponne có điểm thấp nhất là 37 mét và điểm cao nhất là 120 mét. Xã có diện tích 7,17 km², dân số vào thời điểm 1999 là 3256 người; mật độ dân số là 454 người/km².

## Nhân vật nổi tiếng
- Simon Arnaud, marquis de Pomponne, bộ trưởng Bộ Ngoại giao của vua Louis XIV của Pháp.

## Địa điểm tham quan
- Nhà thờ Saint-Pierre-Saint-Paul.
- Lâu đài Pomponne (Château de Pomponne).

## Dân số
Người dân ở đây được gọi là Pomponnais.
Điều tra dân số năm 1999, xã này có dân số là 3.256.